# Henryka Brzeska

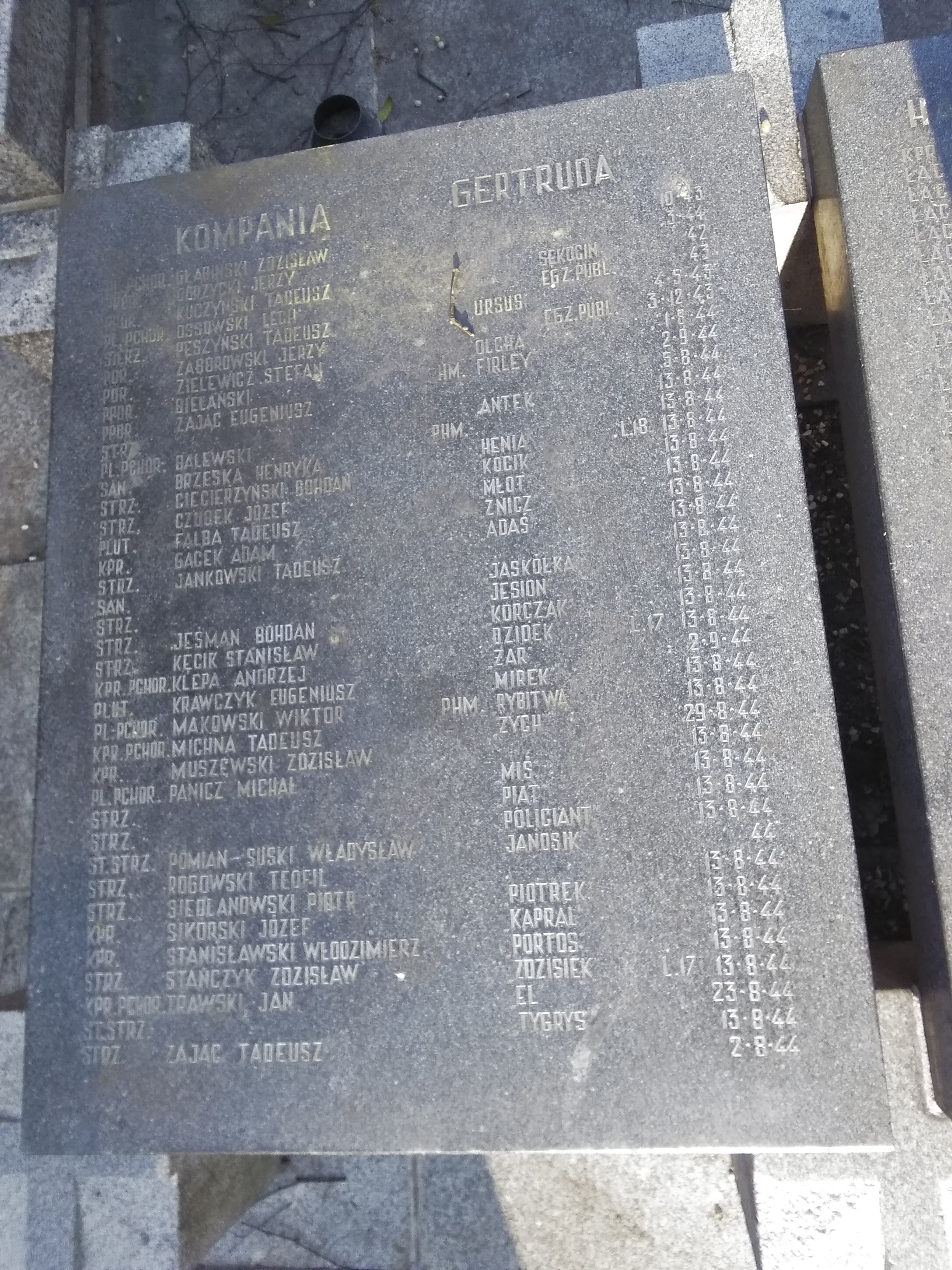
Pomnik Kompanii Gertruda na Cmentarzu Wojskowym na Powązkach

Henryka Brzeska, ps. „Henia”, „38” (ur. 11 stycznia 1924, poległa 13 sierpnia 1944 w Warszawie) - żołnierz Armii Krajowej.
Mieszkała w Warszawie. W konspiracji od 1942 roku. Była członkiem Narodowej Organizacji Wojskowej. W powstaniu warszawskim sanitariuszka kompanii „Anna” batalionu „Gustaw” Zgrupowania AK „Róg”. Zginęła 13 sierpnia 1944 roku na ul. Kilińskiego na Starym Mieście w wybuchu czołgu pułapki. Pochowana na Cmentarzu Wojskowym na Powązkach w Warszawie (kwatera 24B-11-8).